# Список заслуженных мастеров спорта СССР (биатлон)

## Список
В хронологический список включены спортсмены по их полному имени; их годы жизни; местопроживание и спортивное общество; дата присвоения и номер знака
| 1962 год |                               |            |  |        |          |  |
| 1        | Меланьин Владимир Михайлович  | ??.03.1962 |  |        |          |  |
| 2        | Пшеницын Валентин Николаевич  | ??.07.1962 |  | Москва | ЦСКА     |  |
| 1964 год |                               |            |  |        |          |  |
| 1        | Привалов Александр Васильевич | ??.02.1964 |  | Москва | «Динамо» |  |

## 1967
- Маматов, Виктор Федорович

## 1968
- Гундарцев, Владимир Ильич
- Пузанов, Николай Васильевич
- Тихонов, Александр Иванович

## 1969
- Сафин, Риннат Ибрагимович

## 1970
- Ушаков, Александр Андреевич

## 1972
- Бяков, Иван Иванович

## 1973
- Ковалев, Геннадий Иванович

## 1974
- Колмаков, Юрий Павлович

## 1975
- Круглов, Николай Константинович

## 1976
- Елизаров, Александр Матвеевич

## 1980
- Аликин, Владимир Александрович
- Алябьев, Анатолий Николаевич
- Барнашов Владимир Михайлович

## 1983
- Милорадов, Петр Владимирович

## 1984
- Булыгин, Сергей Иванович
- Васильев Дмитрий Владимирович
- Кашкаров, Юрий Федорович
- Шална, Альгимантас Ионович

## 1985
- Зенков, Андрей Анатольевич
- Парве, Кайя Ахтовна

## 1986
- Медведцев, Валерий Алексеевич

## 1987
- Головина, Елена Викторовна

## 1988
- Белова, Надежда Александровна
- Попов, Александр Владимирович
- Чепиков, Сергей Владимирович
- Чернышова, Венера Михайловна

## 1990
- Лукьянчук (Бацевич) Елена Николаевна
- Печёрская, Светлана Владимировна
- Приказчикова, Наталья Викторовна[4]
- Мухитов, Назим Гарифуллович

## 1991
- Белова, Елена Павловна
- Парамыгина, Светлана Вячеславовна

## 1992
- Редькин, Евгений Леонидович
- Тропников, Александр Анатольевич
- Жданович, Анатолий Викторович